# Покровка (муниципальное образование город Ефремов)
Покровка — деревня в Тульской области России.
В рамках административно-территориального устройства входит в Пушкарский сельский округ Ефремовского района, в рамках организации местного самоуправления входит в муниципальное образование город Ефремов со статусом городского округа.

## География
Расположена на правом берегу реки Красивая Меча (приток Дона), к востоку от города Ефремов, что на левобережье.

## Население
| 2002 | 2004 | 2010 |
| ---- | ---- | ---- |
| 344  | ↗378 | ↗392 |